# Johnlaneia lengaria
Johnlaneia lengaria là một loài bướm đêm trong họ Geometridae.